# Tomochichi

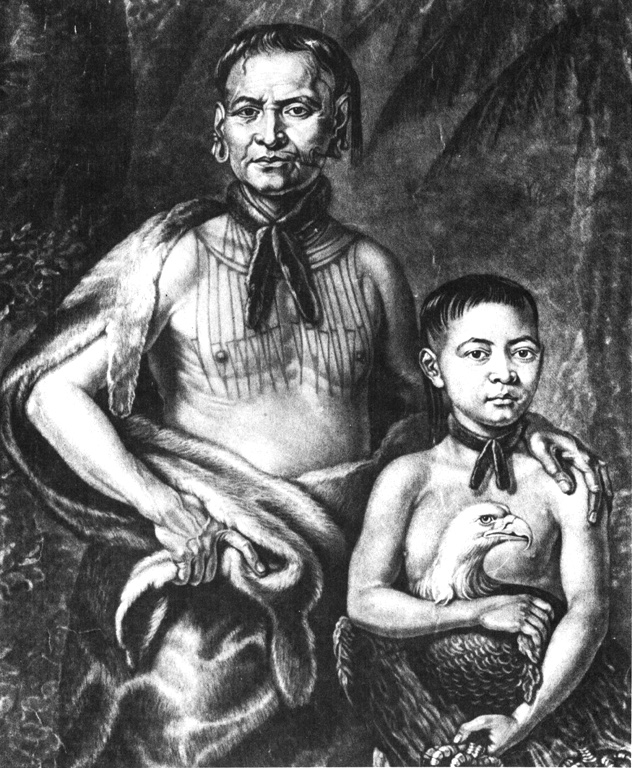
Tomochichi y su sobrino, Toonahawi.

Tomochichi (c. 1644 – 5 de octubre de 1739) fue un líder de la tribu de los creek en el siglo XVIII y jefe del poblado Yamacraw donde se ubica actualmente Savannah, Georgia.
Aunque sus primeros años son desconocidos, Tomochichi fue exilado de la nación Creek por razones no muy claras. Con muchos de sus seguidores pobló lo que es ahora Savannah, Georgia. 
Para el tiempo del establecimiento colonial de Georgia en 1732, Tomochichi tenía relaciones amistosas desde tiempo atrás con los colonos ingleses, ayudándoles a negociar un tratado con los creeks de las tierras del sur (así como solucionar previas disputas). 
Fue llevado a Inglaterra por el gobernador James Edward Oglethorpe en 1734, donde fue agasajado, se le dieron regalos y un retrato fue pintado de él y su sobrino. Al morir en 1739, hubo un funeral dedicado a su memoria por la colonia, y, en 1899, un monumento fue erigido por las Colonial Dames of America.